# Open Astronomy
Open Astronomy (davor Baltic Astronomy) ist eine Peer-Reviewed, vollständig frei zugängliche wissenschaftliche Zeitschrift, die aktuell von De Gruyter Open veröffentlicht wird.

## Geschichte
Die Zeitschrift wurde 1992 vom Institut für Theoretische Physik und Astronomie der Universität Vilnius gegründet, im selben Jahr wurde die erste Ausgabe herausgegeben. Erster Chefredakteur war litauische Astronom Vytautas Straižys.
2017 erfolgte die Umbenennung in Open Astronomy als die Zeitschrift zu einem Open-Access-Medium umgestellt wurde. Die Zeitschrift veröffentlicht Forschungsergebnisse, Rezensionen und Nachrichten aus allen Bereichen der Astronomie und Astrophysik. Aktuelle Chefredakteurin ist die brasilianische Professorin Beatriz Barbuy von der Universität São Paulo.
Die politische Öffnung in der damaligen Sowjetunion im Zuge von Glasnost und Perestroika Mitte der 1980er Jahre sorgte für einen stärkeren internationalen Austausch mit Forschern in den westlichen Staaten. Damit die Forschungsergebnisse in den baltischen Staaten eine höhere Sichtbarkeit erreichen konnte, wurde von Seiten der Wissenschaft eine moderne, in englischer Sprache erscheinende Zeitschrift gewünscht und die auflagenschwächeren Publikationsreihen der baltischen Observatorien Tartu, Riga und Vilnius ablösen, die zu dem eine relativ geringe Verbreitung in der westlichen Welt fanden. Die beteiligten baltischen Institute kamen über ein ihre Veröffentlichungen einzustellen, so wie „Baltic Astronomy“ an den Start ging.
Zu den Publikationsreihen, die von der Einstellung betroffen waren gehörten die traditionsreichen Veröffentlichungen des Astrophysikalischen Observatoriums Tartu, die seit 1817 herausgegeben wurden und deren letzter Band 1990 erschien, die Proceedings of the Tartu Astrophysical Observatory deren letzte Ausgabe 1991 mit dem Band 109 erschien, des Weiteren die lettische Reihe Untersuchungen der Sonne und roter Sterne des Radioastrophysikalischen Observatoriums der Lettischen Akademie der Wissenschaften in Riga die von 1974–1993 herausgegeben wurde, auch das litauische Bulletin des Astronomischen Observatoriums Vilnius das vom Astronomischen Observatorium der Universität Vilnius zusammen mit dem Institut für Physik und Mathematik ab 1960 in insgesamt 85 Bände herausgegeben worden war, wurde 1992 zum letzten Mal herausgegeben.